# Hospital da Boa Nova

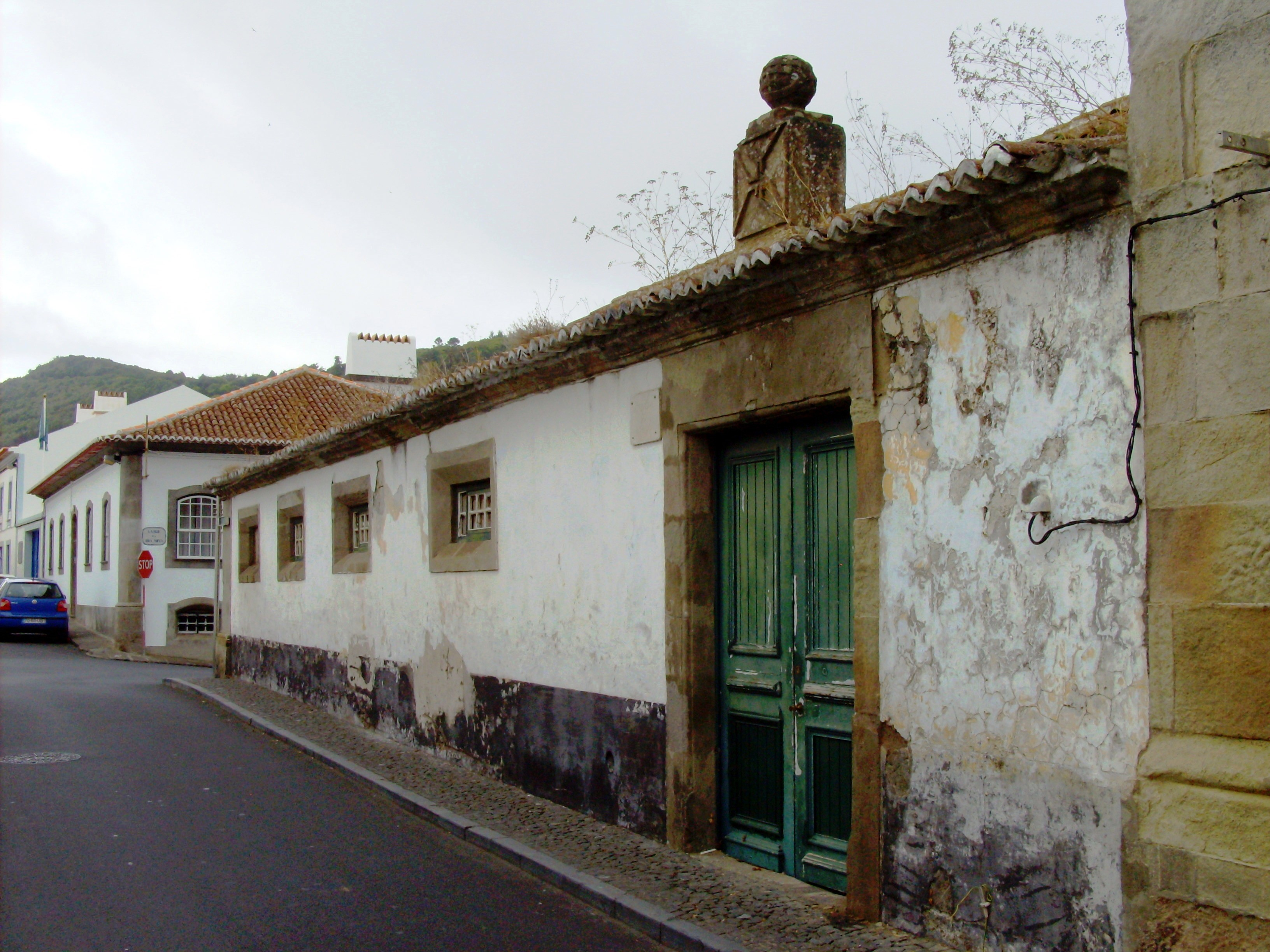
Hospital da Boa Nova, Angra do Heroísmo (antes da sua reabilitação e transformação em museu).

O Hospital Militar da Boa Nova (durante a maior parte da sua existência designado Hospital Real da Boa Nova) foi um hospital militar que funcionou no centro histórico da cidade de Angra do Heroísmo, na ilha Terceira, nos Açores, desde a sua fundação na década de 1580 até ser substituído em 1943 pelo Hospital Militar da Terra Chã. Na atualidade o imóvel alberga a coleção militar do Museu de Angra do Heroísmo. Integrado na Zona Classificada de Angra do Heroísmo, encontra-se classificado como Imóvel de Interesse Público desde 1980, tendo a Ermida da Boa Nova (ou Capela de Nossa Senhora da Boa Nova), a ele anexa, recebido esta classificação em 1962.

## Descrição
O edifício albergou o que terá sido, tanto quanto se conhece, um dos mais antigos, senão o mais antigo hospital militar do mundo, já que, ao tempo da sua fundação, os doentes civis e militares tendiam a misturar-se nas instalações existentes. A estrutura teve como origem o hospital de campanha trazido por D. Álvaro de Bazán, aquando da conquista da ilha Terceira, em 1583. O edifício filipino, construído nos finais do século XVI, desenvolveu-se alinhado com a Capela de Nossa Senhora da Boa Nova, tendo sido ampliado, no reinado de D. José I de Portugal, com a construção de uma ampla enfermaria.
Na sua presente configuração, é um edifício na sua maior parte térreo, com planta em L, composta por vários corpos. O corpo central inclui a capela de Nossa Senhora da Boa Nova, de planta retangular disposta à esquerda, ao qual está adossado um outro corpo retangular no topo da outra ala, ao qual, no ângulo posterior, está adossado um outro corpo menor, irregular. O conjunto apresenta volumes escalonados, com coberturas diferenciadas em telhados de duas águas na capela, e de quatro no corpo em L e no outro que o prolonga, sucessivamente mais altas. As fachadas são rebocadas e caiadas, com embasamento em cimento pintado de cinzento, cunhais de argamassa igualmente pintados a cinzento, a imitar cantaria, e terminadas em cornija de cantaria sobreposta por beirada simples ou dupla na capela.
A capela tem planta retangular e eixo interior longitudinal, com a fachada principal desenvolvida na face mais comprida, planimetria pouco comum na ilha. Termina em cornija e é rasgada por vãos muito amplos, que não devem ser do templo primitivo, até porque a sua modinatura é semelhante aos do hospital, correspondendo a janelas retangulares de capialço e portal de verga reta, ornado de acantos e encimado por friso, cornijas e brasão nacional entre pináculos. O hospital tem planta em L, e fachadas de um piso, rasgadas por amplos vãos retangulares de capialço e, numa das fachadas, por portal de verga reta moldurado, encimado por símbolos régios. O hospital foi ampliado com a construção de um outro corpo, maior e mais alto, com dois pisos virados à cerca posterior.
A fachada principal da capela está virada a sul, integrando uma fachada linear constituída por um só piso e dois panos. O pano esquerdo, correspondendo à capela, é rasgado por quatro janelas retangulares, com molduras de cantaria em capialço, e, entre as duas do extremo direito, portal de verga reta, com moldura terminada em acantos e cornija, encimada por friso e dupla cornija, sobre a qual surge brasão nacional e, lateralmente, dois pináculos relevados. As molduras dos vãos são pintadas a cinzento. Sobre a cobertura, surge uma sineira em arco de volta perfeita, sobre pilares, atualmente desnuda, terminada em cornija reta.
O corpo do hospital é rasgado a sul por quatro janelas retangulares com molduras de capialço, estando a do extremo esquerdo entaipada, e a nascente por outras quatro, mas jacentes, estando a do topo esquerdo também entaipada. No topo direito, rasga-se portal de verga reta com moldura alta e percorrida por pequeno filete. Sobre a cobertura, o imóvel é encimado por um plinto paralelepipédico, decorado em cada uma das faces com cruz de Cristo relevada, sobreposto por esfera armilar.
A ala acrescentada apresenta dois panos divididos por pilastras toscanas e é rasgada por oito vãos longilíneos, com molduras de capialço, abrindo-se quatro em cada pano. A fachada posterior desta ala possui dois pisos, seccionados por escadas de cantaria adossadas, muito estreitas, e é rasgada regularmente por vãos retangulares estreitos e sem moldura, ao nível do piso térreo, e janelas retangulares, com molduras de cantaria ao nível do segundo.

## História
Em 1583 o marquês de Santa Cruz trouxe consigo um hospital de campanha, visando o atendimento aos doentes e feridos das suas forças durante a expedição militar que submeteu a Terceira a Filipe II de Espanha. Com a conquista da ilha, com os profissionais de saúde que o acompanharam foi constituído o "Hospital Real de Angra", que foi instalado inicialmente nas dependências do centenário Hospital da Misericórdia em Angra. Com as suas instalações ocupadas pelo hospital militar, a Misericórdia de Angra passou a funcionar, em condições precárias, na Casa da Moeda anexa.
Com a partida do Terço espanhol que resistia na Fortaleza de São João Baptista após a Restauração da Independência, e com o aboletamento de uma força de cerca de 400 homens em Angra, a Câmara Municipal da cidade iniciou gestões para manter os militares no perímetro da fortaleza, recuperando o antigo Hospital da Misericórdia para o atendimento à população.
Embora não se saiba ao certo a data de construção dos edifícios em que se instalou o Hospital Real de Angra, sabe-se que, naquele momento, em 1642, as conversações que conduziram à capitulação da guarnição espanhola na fortaleza, tiveram lugar na Ermida de Nossa Senhora da Boa Nova e que, a partir de então, a documentação coeva identifica o Hospital Real como "Hospital Real de Nossa Senhora da Boa Nova".
Outros autores remontam a sua fundação ao ano de 1615, em anexo aquela primitiva capela. O nome "Boa Nova", dever-se-ia ao fato de que, quando da rendição espanhola em 1642, no contexto da Guerra da Restauração Portuguesa, foi daqui que a "boa nova" se espalhou por toda a ilha[carece de fontes?].
Com a instalação da Capitania Geral dos Açores, o seu estado foi assim reportado:
"Está este Hospital situado fora das muralhas do castello de São João Baptista na distancia de duzentas braças; foi feito para se recolherem nelle os soldados doentes da goarnição antiga do dito castello, para a qual era sufficiente a sua capacidade, fazendo-se-lhe para isso alguma reparação, ou melhor accomodação na mesma aria que tem; mas como ao presente excede em dobro o numero da tropa que reside no castello, e por consequencia se haviam de augmentar os doentes á proporção, segue-se que no dito Hospital se acham estes em grande consternação e aperto, por não haver donde se recolham e accomodem, o que mais claramente se vê nas plantas que se acham feitas, mas não projectadas, por não caber no tempo, por cuja razão as não ponho na presença de V. Ex.ª , o que logo executarei com a brevidade possivel. V. Ex.ª mandará o que for servido. Angra 29 de maio de 1767."
No contexto da Guerra Civil Portuguesa (1828-1834), aqui funcionou, entre 1832 e 1835 a primeira imprensa nos Açores, que até então havia funcionado em uma casa na rua da Sé (a tipografia da Chronica da Terceira), já então denominada como "Imprensa da Prefeitura" ou "Imprensa do Governo", sendo o seu compositor o emigrado João de Sousa Ribeiro.
Noutra parte deste imóvel, voltada ao largo da Boa Nova, funcionaram também aulas de Filosofia e Retórica à época da Regência. No lado voltado à rua da Boa Nova, continuou a funcionar o hospital.
Aqui faleceu, 23 de dezembro de 1906, vítima de hemorragia cerebral, Ngungunhane, último Imperador de Gaza.
O hospital militar atuou até à Segunda Guerra Mundial, período em que foi transformada em enfermaria regimental. Com a entrada em funcionamento do Hospital Militar da Terra Chã, a 6 de outubro de 1943, a enfermaria regimental foi encerrada, sendo as atividades hospitalares de medicina militar concentradas na nova estrutura. 
Após a cessação da atividade assistencial no imóvel, o mesmo serviu de sede ao Distrito de Recrutamento e Mobilização de Angra do Heroísmo (DRM n.º 17), cuja área de atuação abrangia todos os concelhos das ilhas dos Grupos Central e Ocidental do arquipélago. A estrutura e área de responsabilidade foram mantidas pelas reorganizações dos organismo de recrutamento militar que ocorreram em 1981 e em 1989. Com o fim do serviço militar obrigatório e a consequente extinção em 1993 dos Distritos de Recrutamento e Mobilização e a sua substituição por Centros de Recrutamento, a estrutura ali existente foi extinta, ficando o imóvel devoluto.
Com o fim da utilização do edifício pelo Exército Português, que ocorreu no decurso do ano de 1994, o edifício entrou em rápida degradação, tendo sido alvo de vários ataques de vandalismo. Por protocolo celebrado entre o Estado Português e a Região Autónoma dos Açores, o imóvel foi transferido para a administração desta última entidade, que ali realizou grandes obras de requalificação e de adaptação para fins museológicos, que culminaram na instalação do Núcleo de História Militar Manuel Coelho Baptista de Lima, estrutura dependente do Museu de Angra do Heroísmo.
Encontra-se classificado como Imóvel de Interesse Público pela Resolução n.º 98/80 de 16 de Setembro de 1980, classificação consumida por inclusão no conjunto classificado da Zona Central da Cidade de Angra do Heroísmo, conforme a Resolução n.º 41/80, de 11 de Junho, e artigo 10.º e alínea a) do artigo 57.º do Decreto Legislativo Regional n.º 29/2004/A, de 24 de Agosto.

## Núcleo de História Militar Manuel Coelho Baptista de Lima
O imóvel encontra-se na posse da Região Autónoma dos Açores, tendo sido requalificado para albergar a coleção militar do Museu de Angra do Heroísmo, funcionado como um museu militar. Aquela coleção recebeu o nome de Núcleo de História Militar Manuel Coelho Baptista de Lima, uma homenagem ao colecionador Manuel Coelho Baptista de Lima, antigo presidente da Câmara Municipal de Angra do Heroísmo e diretor da Biblioteca Pública e Museu daquela cidade, que ao longo de décadas juntou uma notável coleção de armas, fardamentos, medalhas e outros artefactos militares.
Esta exposição de longa duração remete para a evolução das armas em articulação com a história da humanidade, organizando-se em cinco núcleos temáticos, dispostos de forma diacrónica, tornando possível a ilusão de uma viagem no tempo e no espaço, até aos campos de batalha e ao seu contexto envolvente. O acervo da exposição é composto por armas brancas e de fogo, esfragística, documentos gráficos e de belas artes, uniformes e peças de proteção do corpo, instrumentos musicais, peças de artilharia e material de apoio, transportes e logística.
Para além da rica coleção militar que pertenceu a Manuel Baptista de Lima, a capela e a sacristia anexa albergam uma exposição permanente com painéis e peças mostrando os modos de ver a doença e a saúde ao longo dos tempos, na sua relação com o sagrado e com as mezinhas e tratamentos arcaicos, bem como as memórias do que aconteceu naquele edifício secular. A exposição recorda a assinatura da rendição espanhola, em 1642, após um memorável cerco de onze meses, mantido pela população e milícias da ilha Terceira, com auxílio das de outras ilhas dos Açores, bem como a pregação do padre António Vieira, ali feita em 1654. Também é recordada a figura do cronista maior da Terceira, Manuel Luís Maldonado (1644-1711), autor da Fenix Angrence e administrador daquele hospital e que ali está sepultado. Na sacristia é recordada a instalação, durante algum tempo, do prelo trazido de Londres durante a Guerra Civil Portuguesa com que foi inaugurada a imprensa nos Açores.